# Den Doorn
Huize Den Doorn is een landhuis in de Overijsselse gemeente Zwolle. Het huis ligt tussen de buurtschappen Genne en Haerst, aan de Overijsselse Vecht en de aftakking Zijlkolk.
Den Doorn is een voormalige havezate. Het huis dateert uit de 17e eeuw, maar het bevat nog elementen uit een vroegere laatgotische periode. Op het eind van de 19e eeuw werd een deel van het huis afgebroken. In die periode kreeg het gebouw zijn huidige vorm. Het gebouw heeft slechts één bouwlaag, die voorzien is van een groot schilddak. De oorspronkelijk bij de havezate behorende bouwhuizen zijn verdwenen. Daarvoor in de plaats is in de 19e eeuw een dwarshuisboerderij links van het hoofdgebouw neergezet. In de periode 1955 tot 1967 werd het huis gerestaureerd.
De havezate was gedurende decennia in bezit van leden van de familie Van Raesfelt en later van de familie Van Haersolte die vanwege dat bezit werden verschreven in de ridderschap van Overijssel; een tak van de laatste familie droeg de naam Van Haersolte tot/van den Doorn.

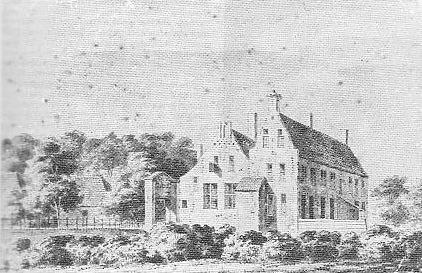
Den Doorn, gewassen pentekening uit 1729 door Abraham de Haen naar een tekening door Cornelis Pronk
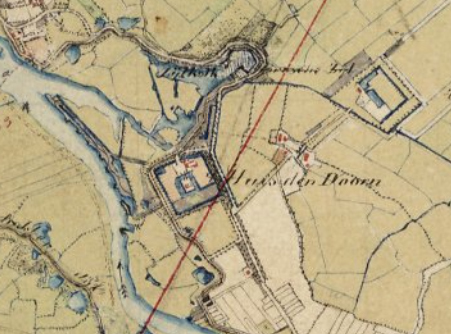
Den Doorn aan de Overijsselse Vecht met Zijlkolk op een kaart uit 1851

Ahnem · Den Alerdinck · Arendshorst · Arkelstein · Averbergen · Beerze · Den Berg · Bergentheim · Blankena · Borgele · Boskamp · Boxbergen · Bredenhorst · Buckhorst · Campherbeek · Collendoorn · Den Dam · Dieze · Dingshof · Den Doorn · Hof te Dorth · Eerde · Egede · De Gelder · Gerner · Glinthuis · Gramsbergen · De Groote Scheere · De Grote Weede · De Haere · Haerst · Hagenvoorde · Heemse · Herxen · Hoenlo · Hofstede · 't Hogeholt · Hogenhof · 't Hoogehuis · Junne · Kranenburg · Krijtenberg · De Kuile · Het Laar · Langeveldslo · Leemcule · Luttenberg · Melenhorst · Mennigjeshave · Nijenhuis · Oosterveen · Den Ordel · De Pol · Pothof · Rande · Rechteren · Het Reelaer · Rhaan · Rollecate · Rutenberg · Schoonheten · Schuilenburg · Vechterweerd · Velner · Venebrugge · Verborg · Voorst · Vrieswijk · Werkeren · Westerveld · Windesheim · Wittenstein · Wolfshagen · Zuthem